# Onkraj Meže
Onkraj Meže este o localitate din comuna Mežica, Slovenia, cu o populație de 87 de locuitori.